# Bolitoglossa salvinii
Bolitoglossa salvinii é uma espécie de anfíbio caudado pertencente à família Plethodontidae, sub-família Plethodontinae.